# Henderson (North Carolina)

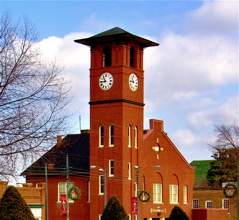
De brandweerkazerne als een van de belangrijkste landschapselementen binnen Henderson

Henderson is een plaats (city) in de Amerikaanse staat North Carolina, en valt bestuurlijk gezien onder Vance County.

## Demografie
Bij de volkstelling in 2000 werd het aantal inwoners vastgesteld op 16.095.
In 2006 is het aantal inwoners door het United States Census Bureau geschat op 16.204, een stijging van 109 (0,7%).

## Geografie
Volgens het United States Census Bureau beslaat de plaats een oppervlakte van
21,3 km², geheel bestaande uit land. Henderson ligt op ongeveer 147 m boven zeeniveau.

## Plaatsen in de nabije omgeving
De onderstaande figuur toont nabijgelegen plaatsen in een straal van 20 km rond Henderson.